# Mesembrina mystacea
Mesembrina mystacea is een vliegensoort uit de familie van de echte vliegen (Muscidae). De wetenschappelijke naam is gepubliceerd in 1758 door Linnaeus in de tiende editie van Systema naturae.